# Knox (Pensilvania)
Knox es un borough ubicado en el condado de Clarion en el estado estadounidense de Pensilvania. En el año 2000 tenía una población de 1,176 habitantes y una densidad poblacional de 796 personas por km².

## Geografía
Knox se encuentra ubicado en las coordenadas 41°14′7″N 79°32′10″O / 41.23528, -79.53611.

## Demografía
Según la Oficina del Censo en 2000 los ingresos medios por hogar en la localidad eran de $32,407 y los ingresos medios por familia eran $37,431. Los hombres tenían unos ingresos medios de $31,908 frente a los $18,603 para las mujeres. La renta per cápita para la localidad era de $18,043. Alrededor del 14.2% de la población estaba por debajo del umbral de pobreza.